# Witold Rybczyński
Witold Erazm Rybczyński (ur. 2 czerwca 1881 w Stanisławowie, zm. 13 sierpnia 1949 w Lusławicach) – polski fizyk, matematyk, wykładowca Politechniki Lwowskiej, nauczyciel szkół średnich.

## Życiorys
Syn Mariana i Ludwiki z d. Sedelmajer (czasem Sedelmayer). Uczęszczał do gimnazjum we Lwowie. Studiował w latach 1898–1901 inżynierię lądową i wodną na Politechnice Lwowskiej, a w latach 1901–1904 fizykę i matematykę na Uniwersytecie Lwowskim. W 1905 uzyskał doktorat z fizyki. Trudne warunki materialne zmusiły go w latach 1903–1904 do nauczania w C. K. IV Gimnazjum we Lwowie i w I Szkole Realnej w Krośnie w latach 1903–1905. W latach 1905–1907 przebywał na studiach fizyki teoretycznej u Maxa Plancka w Berlinie. Później (1907–1921) wykładał jako docent płatny fizykę i matematykę ogólną w Wyższej Szkole Lasowej we Lwowie. W latach 1911–1912 przebywał jako stypendysta AU z fundacji im. Wiktora Osławskiego w Monachium, pracując pod kierunkiem fizyka teoretyka Arnolda Sommerfelda. W latach 1907–1915 uczył fizyki i matematyki w C. K. IV Gimnazjum we Lwowie, a w latach 1913–1915 także w filii tego gimnazjum, od roku 1915/1916 był przydzielony do II Gimnazjum w Tarnowie.
Równocześnie w latach 1913–1924 wykładał fizykę teoretyczną na Wydziale Ogólnym Politechniki Lwowskiej. Nakłaniano go do habilitacji i proponowano mu objęcie Katedry Fizyki Teoretycznej. Witold Rybczyński pozostał jednak w szkolnictwie średnim (katedrę fizyki teoretycznej otrzymał w 1922 Wojciech Rubinowicz) i uczył nadal fizyki i matematyki w II Państwowym Gimnazjum im. Hetmana Jana Tarnowskiego w Tarnowie, skąd dnia 31 stycznia 1933 został przeniesiony w stan spoczynku. 
Był żonaty i rozwiedziony w 1919 roku z Kazimierą z domu Łaska, mieli syna Witolda Kazimierza Rybczyńskiego ur. 16 kwietnia 1908 r. we Lwowie.
Ostatnie lata mieszkał we wsi Lusławice w powiecie tarnowskim. W tamtejszym dworze spędzał czas okupacji, prowadząc kurs rachunkowości i ucząc w tajnych kompletach. Był współtwórcą, otwartego po wojnie w klasztorze Franciszkanów Prywatnego Gimnazjum Koedukacyjnego Gminy Wiejskiej w Zakliczynie nad Dunajcem. Został pochowany na cmentarzu parafialnym w Zakliczynie (Sektor: F, Rząd: I, Grób nr: 2).

## Działalność
Opublikował po polsku i po niemiecku trzy prace naukowe z dziedziny fizyki teoretycznej. Pierwsza napisana za zachętą Mariana Smoluchowskiego, wówczas profesora fizyki teoretycznej na Uniwersytecie Lwowskim nosiła tytuł „O ruchu postępowym kuli ciekłej w ośrodku lepkim”. Autor obliczał ten ruch przez rozwiązanie równań hydrodynamiki przy odpowiednio dobranych warunkach brzegowych i otrzymywał pole prędkości cząstek zarówno składających się na kulę poruszająca się, jak i cząstek otaczającego ośrodka. Rezultaty tej pracy dyskutowali Norlund i Smoluchowski. Przyniosła mu ona rozgłos w środowisku naukowym. W drugiej, krótkiej pracy, napisanej u A. Sommerfelda zatytułowanej „Über die Beugung eines Impulse von positiver und negativer Amplitude” Rybczyński obliczył kształt obrazu dyfrakcyjnego ugiętych fal promieniowania rentgenowskiego na wąskiej szczelinie dla paru kształtów fali padającej. Trzecia praca „Über die Ausbreitung der Wellen In der drahtlosen Thelegraphie auf der Erdkugel” napisana również u Sommerfelda, miała charakter czysto matematyczny. Autor badał tłumienie fal elektromagnetycznych rozchodzących się wzdłuż powierzchni ziemi uważanej za przewodnik magnetyczny. Stosując prawidłowe przybliżenie wyrażenia na czynnik tłumiący, W. Rybczyński otrzymał wielkość tłumienia fal zgodną z doświadczeniem. Na wyniki tej pracy powoływało się kilku fizyków, zajmujących się tym zagadnieniem m.in.: H.M. Macdonald, Ambrowe Fleming, A. Sommerfeld.
W latach późniejszych W. Rybczyński ogłosił dwa podręczniki dla gimnazjów. Pierwszy z nich to „Zbiór zadań z fizyki z wynikami” (Lwów 1927 r.), drugi to „Repetytorium z matematyki w zadaniach dla uczniów gimnazjum wyższego, w szczególności dla użytku abiturientów” (Lwów 1931 r.). Po wojnie napisał również książeczkę „Co to jest radar” (Kraków 1948 r.) W latach 1948–1949 W. Rybczyński zamieszczał w „Tygodniku Powszechnym” interesujące i oryginalnie ujęte artykuły popularnonaukowe: „Lord Rutherford of Nelson” (1948), „Nauka jako służebnica życia” (1949), „Renesans stanowiska człowieka we Wszechświecie” (1949), „U progu nowej epoki” (1949), „Zmierzch bezwzględnego determinizmu we współczesnej fizyce” (1949). Witold Rybczyński interesował się astronomią i filozofią, zwłaszcza Platona, Spinozy i Nietzschego. Był świetnym prelegentem, wygłaszał odczyty z zakresu filozofii historii sztuki. Pisał również opowiadania i komedyjki dla teatrów amatorskich. Podczas jednego z pobytów na lusławickim dworze pozował Jackowi Malczewskiemu do postaci Dantego.